# Жак Савойски-Немур
Жак Савойски-Немур (на френски: Jacques de Savoie-Nemours; * 12 октомври 1531, Абатство „Волюизан“ в днешния френски департамент Йон; † 15 юни 1585, имение „Касин-Шастелие“ близо до Монкалиери, Савойско херцогство) е втори херцог на Немур (1533 – 1585), граф и от 1564 г. херцог на Женева, маркиз на Сен Сорлен, губернатор на Лион, генерал-полковник от Френската кавалерия.
Той е важно лице във френския двор. По време на Италианските войни и Религиозните войни се бие в Кралската армия. Известен със своя чар и елегантност, Жак е замесен в няколко любовни авантюри.

## Произход
Той е син на Филип Савойски-Немур (* 1490, † 1533), първи херцог на Немур, граф апанажист на Женева, и на съпругата му Шарлот Орлеанска-Лонгвил (* 1512, † 1549). Дядо му по бащина линия е савойският херцог Филип ІІ, а по майчина – херцог Луи Орлеански-Лонгвил, херцог на Лонгвил. Има една сестра:
- Жана (* 1532 † 1568), съпруга на Никола дьо Лотарингски, граф на Водемон и регент на херцогствата.[2]

Има и двама полубратя и една полусестра от извънбрачна връзка на баща си.

## Биография

### Принц на служба на Франция
15-годишният Жак е представен на френския крал Франсоа I. Години по-късно, след като неуспешно предизвиква братовчед си Леонор Орлеански-Лонгвил за наследяването на Княжество Ньошател, той се отличава при обсадата на Ланс през 1552 г. На следващата година, научавайки за намеренията на Карл V за град Мец, той участва интелигентно в обсадата на Мец. След това служи във Фландрия и Италия до примирието във Восел през 1556 г. Той е издигнат в генерал-полковник на леката кавалерия. През 1558 г., по време на обсадата на Тионвил, командва леката кавалерия като полковник.
Жак влиза в дуел с маркиза на Пискер по неизвестна причина. Когато крал Анри II е смъртоносно ранен по време на турнир на 30 юни 1559 г., Жак е един от неговите поддръжници. Няколко дни по-късно е посланик на херцог Еманил-Филиберт Савойски по време на брака му с Маргьорит дьо Валоа, дъщеря на Франсоа I и Клод Френска, който се състои в Париж на 10 юли 1559 г.
На 7 декември 1561 г. става рицар на Ордена на Свети Михаил. Продължава да се отличава по време на Религиозните войни срещу протестантите. Освен всичко друго допринася за превземането на Бурж и на два пъти побеждава барон дез Адре. Командва швейцарците, които връщат Шарл IX обратно в Париж, когото калвинистите искат да отвлекат в Монсо ле Мьо. През 1562 – 1563 г., в Дофине, замествайки Антоан дьо Бурбон-Вандом, той търпи поражение пред Лион, държан от Жан V дьо Партене от името на партията на хугенотите. Договорът за мир от 19 март 1563 г. помирява двете страни за известно време.
Той става 11-тият губернатор на Лион с Оверн, Бурбон и Марш на 27 декември 1562 г., регистриран на 4 юли 1564 г.
След като участва в битката при Сен Дени през 1567 г., е обвинен в противопоставяне на навлизането на войските, които херцогът на Дьо Пон изпраща при победените. Той се проваля в тази експедиция по вина на Херцог д'Омал, негов съперник, и се оттегля в своето Женевско херцогство, където се посвещава на култивирането на науките и изкуствата. Графство Женева е издигнато в херцогство през 1564 г.

### Принц-прелъстител
Френската историографка Жаклин Буше описва Жак Савойски-Немур като „велик господар, начетен, спортен, културен и светски, известен с таланта си на прелъстител“.
През лятото на 1559 г. той е сериозен ухажор на английската кралица Елизабет I. Бракът се приема за даденост във френския двор, но обичайното нежелание на кралицата и Франсоа II поради войната в Шотландия оставят този проект за съюз без последващи действия. За да му позволи да посети кралицата, крал Анри II го назначава за извънреден посланик. След смъртта на краля Жак продължава да подготвя пътуването си до Лондон (юли-септември 1559 г.). Това няма последствия, главно поради франкофобията на английския двор и натиска на съветниците на кралицата да го ангажират да прогони французите от Шотландия. Друга причина би могла да бъде любовта му към Анна д'Есте, която откриваме описана в романа „Принцесата на Клев“ (1678) от Мадам дьо Ла Файет, където Жак Савойски отказва да тръгне заради любовта си към споменатата принцеса.
Той е обект на няколкогодишен съдебен процес, заведен срещу него от дама с висше потекло – Франсоаз дьо Роан, която забременява от него и той ѝ обещава брак. Тя ражда от него Анри Женевски. Жак обаче се жени на 5 май 1566 г. за Анна д’Есте от Дом Есте, вдовица на лотарингския херцог Франсоа I дьо Гиз, дъщеря на херцога на Ферара Ерколе II д’Есте и на съпругата му Рене Френска, дъщеря на френския крал Луи XII и Анна Бретонска. Кралицата на Навара Жана д'Албре, роднина на Дом Роан, напразно се опитва да предотврати този брак. Произтичащият процес отравя живота на Жак и забавлява двора по време на всички религиозни войни. Завършва при крал Анри III с решение, дължащо се на математика Франсоа Виет, което удовлетворява всички страни.

### Смърт
Жак Савойски-Немур умира от подагра на 18 юни 1585 г. на 53-годишна възраст в имението си Касин-Шастелие близо до Монкалиери (Пиемонт). Франсоа Мюние посочва, че е умира на 15 или 18 юни 1585 г. и тази първа дата е посочена по-специално от генеалогичния сайт Foundation for Medieval Genealogy. Тялото му е откарано в Анси, столицата на Женевското херцогство, където е погребано в семейната църква „Нотр Дам дьо Лиес“. Наследен е от сина си Шарл-Еманюел.

## Брак и потомство
∞ 29 април 1566 в Сен Мор де Фосе за Анна д’Есте (* 1531, † 1607), дъщеря на Ерколе II д’Есте, херцог на Ферара, и на Рене Френска, принцеса от Франция от Орлеанския клон на династията Валоа и херцогиня на Шартър. Имат двама сина и една дъщеря:
- Шарл-Еманюел II Савойски-Немур (* 1567, † 1595), княз на Женева, херцог на Немур (1585 – 1595), неомъжен и бездетен.
- Маргьорит-Мари Савойска-Немур (* 1569, † 1572)
- Анри I Савойски-Немур (* 1572, † 1632), херцог на Немур (1595 – 1632), ∞ 1618 за Анна Лотарингска, херцогиня на Омал (* 1600, † 1638), от която има трима сина.
- Еманюел-Филибер Савойски-Немур

Има две извънбрачни деца.
От Франсоаз дьо Роан (* ок. 1540, † 1 декември 1591, Бовоа сюр Мер) от Дом Роан, господарка на Ла Гарнаш, херцогиня на Луден, има един син:
- Анри Женевски или Немурски (* 1557, † 1596), известен като „Принц на Женева“,[20] неженен. Има един извънбрачен син.

От Жана Дюпре има един син:
- Жак, наречен Жак II, Жак Савойски или Жак Младши († 1595), абат на Талоар и Антремон.[21]